# Pterodroma arminjoniana
El petrel de la Trindade (Pterodroma arminjoniana), también conocido como fardela heráldica, petrel de Trindade o petrel heráldico, es una especie de ave marina de la familia de los petreles o patines (Procellariidae). Mide 35-39 cm de longitud y 88-102 cm de envergadura.
Tiene 2 colores, una fase oscura y una fase más clara, con difuminaciones entre ambos. Hay también 2 poblaciones separadas: una está en el océano Pacífico del sur, a veces vista hasta en Hawái, y la otra es observada en el océano Atlántico del sur, anidando en Brasil, con observaciones raras en la corriente del Golfo, cerca del sudeste de los Estados Unidos. La subespecie poco conocida Pterodroma pacifica (arminjoniana) heraldica puede ser una especie distinta (petrel de heraldo). Esta anida sobre repisas de roca, cantos o cuestas rocosas en islas oceánicas y atolones. En algunas islas, esta ave anidando es amenazada por gatos monteses y ratas.
Debido al hábitat que perdió y a la pequeña cantidad de crías, esta especie está clasificada como "vulnerable" en la Lista Roja de la IUCN (especie amenazada).
En mayo de 2007, un petrel de heraldo fue visto en la isla Raine (1984). La isla Raine es un cayo de coral de 32 hectáreas y está situado sobre los bordes externos de la Gran barrera de coral, aproximadamente 620 km al noroeste de Cairns, Queensland, Australia.